# ソラトビデオ3
『ソラトビデオ3』は、日本のロックバンド・スピッツの3作目のビデオクリップ集。規格はVHSとDVDの2種類。2000年9月6日にユニバーサルミュージックより発売。レーベルはポリドール。

## 概要
- ビデオクリップ集「ソラトビデオ」シリーズの第三弾。前2作とは構成が変わり、曲の前にアニメーションによる曲のタイトルが入る。本作では、本秀康が描いたキャラクター「宇宙虫」が一匹ずつ増えていく演出となっている。
- 前2作では、ビデオクリップ本編の黒バックの曲タイトルはカットされていたが、本作からは黒バックのタイトルもカットせずに収録している。

## 収録曲
1. メモリーズ
監督：木村豊
2. 放浪カモメはどこまでも
監督：浅川英郎
3. ホタル
監督：木村豊
4. 流れ星
監督：吉田大八
5. 愛のしるし
監督：吉田大八
6. スピカ
監督：山口保幸
7. 楓
監督：竹内鉄郎
8. 冷たい頬
監督：竹内鉄郎
9. 運命の人
監督：竹内鉄郎